# Motor Lublin (piłka nożna) w sezonie 2011/2012
Sezon 2011/2012 był dla Motoru Lublin 24. sezonem na trzecim szczeblu ligowym. W trzydziestu rozegranych spotkaniach, Motor zdobył 50 punktów i zajął 5. miejsce w tabeli grupy wschodniej II ligi.

## Przebieg sezonu
W sezonie 2010/2011 Motor zajął 16. spadkowe miejsce, jednak utrzymał się w II lidze ze względu na rezygnację z awansu mistrza III ligi podlasko-warmińsko-mazurskiej Olimpii Zambrów, niezłożeniu wniosku licencyjnego w terminie przez Ruch Wysokie Mazowieckie i wycofanie się z rozgrywek GLKS-u Nadarzyn. Pod koniec czerwca 2012 Motor otrzymał licencję na występy w II lidze.
W przerwie zimowej do zespołu dołączyli między innymi Dawid Ptaszyński, Radosław Kursa i Daniel Koczon. 6 maja 2012, dzień po porażce Motoru ze Zniczem Pruszków z funkcji trenera pierwszego zespołu zwolniony został Modest Boguszewski. Zastąpił go Mariusz Sawa. 

## Tabela
| Poz | Klub                         | M  | Pkt | Bz | Bs |
| --- | ---------------------------- | -- | --- | -- | -- |
| 1.  | Okocimski Brzesko            | 30 | 71  | 50 | 11 |
| 2.  | Stomil Olsztyn               | 30 | 55  | 43 | 22 |
| 3.  | Puszcza Niepołomice          | 30 | 52  | 41 | 30 |
| 4.  | Znicz Pruszków               | 30 | 51  | 34 | 18 |
| 5.  | Motor Lublin                 | 30 | 50  | 43 | 36 |
| 6.  | Resovia                      | 30 | 48  | 43 | 24 |
| 7.  | Stal Stalowa Wola            | 30 | 39  | 35 | 39 |
| 8.  | Wisła Puławy                 | 30 | 38  | 33 | 32 |
| 9.  | Pogoń Siedlce                | 30 | 37  | 36 | 40 |
| 10. | Świt Nowy Dwór Mazowiecki    | 30 | 36  | 30 | 32 |
| 11. | Stal Rzeszów                 | 30 | 36  | 31 | 34 |
| 12. | Wigry Suwałki                | 30 | 34  | 27 | 33 |
| 13. | Garbarnia Kraków             | 30 | 34  | 33 | 47 |
| 14. | Pelikan Łowicz               | 30 | 31  | 31 | 42 |
| 15. | Jeziorak Iława               | 30 | 25  | 25 | 45 |
| 16. | KSZO Ostrowiec Świętokrzyski | 30 | 24  | 16 | 56 |

## Mecze ligowe w sezonie 2011/2012
| Data                 | Przeciwnik                   | D/W | Miejsce                         | Wynik M/P  | Strzelcy                                                      | Widzów | Źródło |
| -------------------- | ---------------------------- | --- | ------------------------------- | ---------- | ------------------------------------------------------------- | ------ | ------ |
|                      |                              |     |                                 |            |                                                               |        |        |
| RUNDA JESIENNA       |                              |     |                                 |            |                                                               |        |        |
|                      |                              |     |                                 |            |                                                               |        |        |
| 23 lipca 2011        | Puszcza Niepołomice          | D   | Stadion przy al. Zygmuntowskich | 0:0        |                                                               | 600    | [ 5 ]  |
| 31 lipca 2011        | Pelikan Łowicz               | W   | Łowicz                          | 4:3        | Mihałewśkyj 34', 90', Karakewycz 51', Prędota 70'             |        | [ 6 ]  |
| 6 sierpnia 2011      | Okocimski Brzesko            | D   | Stadion przy al. Zygmuntowskich | 0:1        |                                                               | 600    | [ 7 ]  |
| 13 sierpnia 2011     | KSZO Ostrowiec Świętokrzyski | W   | Stadion KSZO                    | 4:3        | Karwan 22', Karakewycz 31', Górniak 48', Mihałewśkyj 73'      | 700    | [ 8 ]  |
| 20 sierpnia 2011     | Wigry Suwałki                | D   | Stadion przy al. Zygmuntowskich | 1:0        | Prędota 32'                                                   | 1000   | [ 9 ]  |
| 27 sierpnia 2011     | Stomil Olsztyn               | W   | Stadion Stomilu                 | 0:0        |                                                               | 1200   | [ 10 ] |
| 10 września 2011     | Stal Rzeszów                 | W   | Stadion Stali                   | 1:0        | Kycko 25'                                                     | 700    | [ 11 ] |
| 14 września 2011     | Garbarnia Kraków             | D   | Stadion przy al. Zygmuntowskich | 1:0        | Batata 5'                                                     | 700    | [ 12 ] |
| 17 września 2011     | Pogoń Siedlce                | W   | Stadion Pogoni                  | 3:3        | Nerek 51' (sam), Mihałewśkyj 60', 81'                         | 2200   | [ 13 ] |
| 24 września 2011     | Wisła Puławy                 | D   | Stadion przy al. Zygmuntowskich | 2:1        | Mihałewśkyj 9', Prędota 71'                                   | 2000   | [ 14 ] |
| 30 września 2011     | Znicz Pruszków               | W   | Stadion Znicza                  | 1:4        | Temeriwśkyj 66'                                               | 600    | [ 15 ] |
| 8 października 2011  | Stal Stalowa Wola            | D   | Stadion przy al. Zygmuntowskich | 4:1        | Szpak 14', 16', Batata 77' (k), 87' (k)                       | 2300   | [ 16 ] |
| 12 października 2011 | Jeziorak Iława               | W   | Stadion Jezioraka               | 1:0        | Prędota 90'                                                   |        | [ 17 ] |
| 15 października 2011 | Świt Nowy Dwór Mazowiecki    | D   | Stadion przy al. Zygmuntowskich | 0:2        |                                                               | 800    | [ 18 ] |
| 22 października 2011 | Sokół Sokółka                | D   | Stadion przy al. Zygmuntowskich | 5:1        | Prędota 24', 47', Mihałewśkyj 27', Górniak 75', Popławski 85' | 700    | [ 19 ] |
| 29 października 2011 | Resovia                      | W   | Rzeszów                         | 0:4        |                                                               | 1600   | [ 20 ] |
| 6 listopada 2011     | Puszcza Niepołomice          | W   | Stadion przy al. Zygmuntowskich | 1:1        | Szpak 44'                                                     | 500    | [ 21 ] |
| 12 listopada 2011    | Pelikan Łowicz               | D   | Stadion przy al. Zygmuntowskich | 1:0        | Szpak 39'                                                     | 800    | [ 22 ] |
| 19 listopada 2011    | Okocimski Brzesko            | W   | Brzesko                         | 0:2        |                                                               |        | [ 23 ] |
|                      |                              |     |                                 |            |                                                               |        |        |
| RUNDA WIOSENNA       |                              |     |                                 |            |                                                               |        |        |
|                      |                              |     |                                 |            |                                                               |        |        |
| 24 marca 2012        | Wigry Suwałki                | W   | Stadion Wigier                  | 1:2        | Mihałewśkyj 52'                                               | 1000   | [ 24 ] |
| 1 kwietnia 2012      | Stomil Olsztyn               | D   | Stadion przy al. Zygmuntowskich | 0:1        |                                                               |        | [ 25 ] |
| 4 kwietnia 2012      | KSZO Ostrowiec Świętokrzyski | D   | Stadion przy al. Zygmuntowskich | 3:0 (w.o.) |                                                               |        | [ 26 ] |
| 14 kwietnia 2012     | Stal Rzeszów                 | D   | Stadion przy al. Zygmuntowskich | 1:0        | Mihałewśkyj 36'                                               |        | [ 27 ] |
| 18 kwietnia 2012     | Garbarnia Kraków             | W   | Stadion Garbarni                | 1:1        | Mihałewśkyj 74'                                               |        | [ 28 ] |
| 21 kwietnia 2012     | Pogoń Siedlce                | D   | Stadion przy al. Zygmuntowskich | 3:0        | Koczon 4', Mihałewśkyj 37' (k), Ptaszyński 77'                | 800    | [ 29 ] |
| 28 kwietnia 2012     | Wisła Puławy                 | W   | Stadion Wisły                   | 1:1        | Mihałewśkyj 7'                                                | 3000   | [ 30 ] |
| 5 maja 2012          | Znicz Pruszków               | D   | Stadion przy al. Zygmuntowskich | 1:2        | Koczon 3'                                                     | 1000   | [ 31 ] |
| 9 maja 2012          | Stal Stalowa Wola            | W   | Stadion Stali                   | 1:0        | Mihałewśkyj 54'                                               | 1000   | [ 32 ] |
| 12 maja 2012         | Jeziorak Iława               | D   | Stadion przy al. Zygmuntowskich | 3:0 (w.o.) |                                                               |        | [ 33 ] |
| 16 maja 2012         | Świt Nowy Dwór Mazowiecki    | W   | Stadion Świtu                   | 1:0        | Mihałewśkyj 17'                                               |        | [ 34 ] |
| 26 maja 2012         | Resovia                      | D   | Stadion przy al. Zygmuntowskich | 3:2        | Szpak 43', Mihałewśkyj 50', Prędota 68'                       | 2000   | [ 35 ] |

## Kadra
| Numer      | Zawodnik              | Data ur.   | Występy        | Bramki         |                |                | Występy        | Bramki         |                |                | Występy   | Bramki    | Poprzedni klub         |
| Numer      | Zawodnik              | Data ur.   | RUNDA JESIENNA | RUNDA JESIENNA | RUNDA JESIENNA | RUNDA JESIENNA | RUNDA WIOSENNA | RUNDA WIOSENNA | RUNDA WIOSENNA | RUNDA WIOSENNA | SEZON     | SEZON     | Poprzedni klub         |
| Bramkarze  | Bramkarze             | Bramkarze  | Bramkarze      | Bramkarze      | Bramkarze      | Bramkarze      | Bramkarze      | Bramkarze      | Bramkarze      | Bramkarze      | Bramkarze | Bramkarze | Bramkarze              |
| ---------- | --------------------- | ---------- | -------------- | -------------- | -------------- | -------------- | -------------- | -------------- | -------------- | -------------- | --------- | --------- | ---------------------- |
| 12         | Kamil Styżej          | 23.12.1994 | 2 (1)          |                |                |                | —              | —              | —              | —              | 2 (1)     |           | Avia Świdnik           |
| 23         | Mateusz Oszust        | 17.01.1992 | 17             |                | 1              | 1              | 11             |                |                |                | 28        |           | Orlęta Łuków           |
| Obrońcy    |                       |            |                |                |                |                |                |                |                |                |           |           |                        |
| 2          | Iwan Dykyj            | 6.07.1984  | 17             |                | 7              |                | 4 (1)          |                |                |                | 21        |           | Spartakus Szarowola    |
| 5          | Piotr Karwan          | 20.08.1980 | 19             | 1              | 1              |                | 10             |                |                |                | 29        | 1         | Wisła Płock            |
| 6          | Łukasz Jankowski      | 26.02.1984 | —              | —              | —              | —              | 0 (2)          |                |                |                | 0 (2)     |           | Izolator Boguchwała    |
| 10         | Sergio Batata         | 22.03.1979 | 18             | 3              | 5              |                | 8 (2)          |                | 3              |                | 26 (2)    | 3         | Kotwica Kołobrzeg      |
| 13         | Dawid Ptaszyński      | 22.02.1982 | —              | —              | —              | —              | 10             | 1              | 1              |                | 10        | 1         | Avia Świdnik           |
| 17         | Damian Falisiewicz    | 25.07.1989 | 13             |                | 3              |                | 7              |                |                | 2              | 20        |           | Flota Świnoujście      |
| 18         | Michał Orłowski       | 25.07.1989 | 9 (2)          |                | 1              |                | 0 (1)          |                |                |                | 9 (3)     |           | POM Iskra Piotrowice   |
| 19         | Piotr Styżej          | 11.04.1987 | —              | —              | —              | —              | 1              |                |                |                | 1         |           | Stal Poniatowa         |
| 22         | Sebastian Pyda        | 22.11.1988 | 11 (3)         |                | 1              |                | 7 (1)          |                |                |                | 18 (4)    |           | POM Iskra Piotrowice   |
| 77         | Radosław Kursa        | 12.01.1989 | —              | —              | —              | —              | 7 (2)          |                | 1              |                | 7 (2)     |           | Wisła Płock            |
| Pomocnicy  |                       |            |                |                |                |                |                |                |                |                |           |           |                        |
| 4          | Patryk Czułowski      | 22.03.1994 | 0 (4)          |                |                |                | 4 (2)          |                |                |                | 4 (6)     |           | Lublinianka            |
| 6          | Nazur Litun           | 31.10.1986 | 1 (6)          |                | 2              |                | —              | —              | —              | —              | 1 (6)     |           | Izolator Boguchwała    |
| 7          | Daniel Koczon         | 1.02.1982  | —              | —              | —              | —              | 7              | 2              |                |                | 7         | 2         | Olimpia Elbląg         |
| 7          | Ołeksandr Temeriwśkyj | 17.01.1990 | 4 (9)          | 1              | 2              |                | —              | —              | —              | —              | 4 (9)     | 1         | Spartakus Szarowola    |
| 8          | Rafał Rzędzicki       | 4.01.1992  | 0 (2)          |                |                |                | —              | —              | —              | —              | 0 (2)     |           | Widzew Łódź            |
| 9          | Rafał Niżnik          | 11.12.1974 | 18 (1)         |                | 3              |                | 6 (2)          |                |                |                | 24 (3)    |           | Górnik Łęczna          |
| 11         | Marcin Popławski      | 30.09.1980 | 13 (1)         | 1              | 4              | 1              | 7              |                | 6              | 2              | 20 (1)    | 1         | Górnik Łęczna          |
| 20         | Łukasz Młynarski      | 7.10.1990  | 10 (4)         |                | 5              | 1              | 2 (3)          |                |                |                | 12 (5)    |           | Orlęta Radzyń Podlaski |
| 24         | Pedro Perin           | 10.07.1992 | —              | —              | —              | —              | 1 (1)          |                |                |                | 1 (1)     |           | Omega Stary Zamość     |
| 24         | Rafał Kycko           | 4.12.1991  | 10 (7)         | 1              | 1              |                | —              | —              | —              | —              | 10 (7)    | 1         | Roztocze Szczebrzeszyn |
| Napastnicy |                       |            |                |                |                |                |                |                |                |                |           |           |                        |
| 8          | Ihor Mihałewśkyj      | 18.03.1985 | 11 (2)         | 7              | 6              | 2              | 10             | 8              |                |                | 21 (2)    | 15        | FK Sambor              |
| 14         | Piotr Prędota         | 20.07.1992 | 19             | 6              | 2              |                | 11             | 1              |                |                | 30        | 7         | Pogoń Szczecin         |
| 15         | Damian Szpak          | 22.09.1993 | 6 (2)          | 4              | 1              |                | 5 (3)          | 1              |                |                | 11 (5)    | 5         | Sygnał Lublin          |
| 21         | Michał Górniak        | 26.06.1994 | 5 (10)         | 2              |                |                | 1 (4)          |                | 1              |                | 6 (14)    | 2         | Widok Lublin           |
| 29         | Bartosz Tomczuk       | 14.02.1988 | 1 (6)          |                |                |                | —              | —              | —              | —              | 1 (6)     |           | Cracovia               |
| 77         | Roman Karakewicz      | 13.11.1981 | 4              | 2              | 1              |                | —              | —              | —              | —              | 4         | 2         | FK Sambor              |